# Pterodroma leucoptera
Il petrello alibianche, anche petrello di Gould (Pterodroma leucoptera (Gould, 1844)) è un uccello della famiglia Procellariidae.